# Kráska a zvíře (film, 2014)
Kráska a zvíře (v originále La Belle et la Bête) je francouzsko-německo-španělský hraný film z roku 2014, který režíroval Christophe Gans podle vlastního scénáře. Snímek měl světovou premiéru dne 12. února 2014.

## Děj
Film se odehrává ve Francii roku 1810. Pan de Beaufremont, bohatý obchodník a rejdař se po potopení svých tří lodí během bouře ocitne na pokraji krachu. Odchází do exilu na venkov se svými šesti dětmi, včetně nejmladší Belle. Během strastiplné cesty se ztratí ve sněhové bouři a uchýlí se do opuštěného hradu. Poté, co utrhne růži pro Belle, je pánem hradu odsouzen k smrti.

## Obsazení
| Vincent Cassel    | Zvíře / Princ                |
| Léa Seydouxová    | Belle de Beaufremont         |
| André Dussollier  | otec de Beaufremont          |
| Eduardo Noriega   | Perducas                     |
| Audrey Lamy       | Anne de Beaufremont          |
| Sara Giraudeau    | Clotilde de Beaufremont      |
| Jonathan Demurger | Jean-Baptiste de Beaufremont |
| Nicolas Gob       | Maxime de Beaufremont        |
| Louka Meliava     | Tristan de Beaufremont       |
| Yvonne Catterfeld | princezna, lesní nymfa       |
| Mickey Hardt      | Etienne                      |
| Richard Sammel    | pachtýř                      |
| Pavel Novotný     | loupežník                    |

## Ocenění
- César: nejlepší výprava (Thierry Flamand); nominace v kategoriích nejlepší kostýmy (Pierre-Yves Gayraud), nejlepší kamera (Christophe Beaucarne)
- Mezinárodní filmový festival v Berlíně: nominace na Stříbrného medvěda za nejlepší mužský herecký výkon ve filmu (Christophe Gans), nominace na Stříbrného medvěda za nejlepší režii (Christophe Gans), nominace na Stříbrného medvěda za nejlepší umělecký přínos (Christophe Gans), nominace na Stříbrného medvěda za nejlepší filmovou hudbu (Christopha Ganse), nominace na Stříbrného medvěda za nejlepší scénář (Christophe Gans), nominace na Velkou cenu poroty Stříbrného medvěda (Christophe Gans), nominace na Zlatého medvěda (Christophe Gans), nominace na Cenu Alfreda-Bauera (Christophe Gans), Zvláštní uznání od poroty pro Christopha Ganse
- Evropské filmové ceny: nominace na Evropskou filmovou diváckou cenu (Christophe Gans)